# Carl A. Anderson

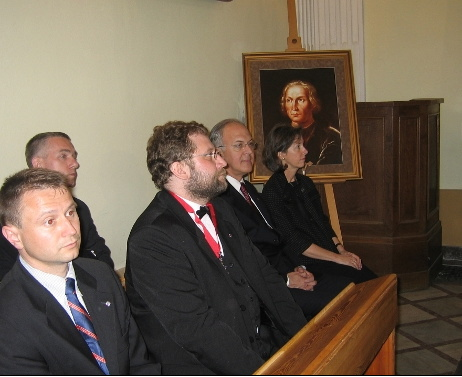
Najwyższy Rycerz Carl A. Anderson wraz z małżonką Dorian Anderson na uroczystościach Zakonu Rycerzy Kolumba w Warszawie

Carl Albert Anderson (ur. 27 lutego 1951) – amerykański prawnik i świecki działacz katolicki, od 2000 trzynasty Najwyższy Rycerz Zakonu Rycerzy Kolumba.

## Życiorys
Anderson ukończył Seattle University, następnie zdobył tytuł magistra prawa na Uniwersytecie w Denver. Posiada prawo wykonywania zawodu adwokata w stanie D.C., jak również praktykowania w Sądzie Najwyższym Stanów Zjednoczonych. Jest członkiem rady nadzorczej Bazyliki Niepokalanego Poczęcia w Waszyngtonie; w przeszłości należał również do rad nadzorczych Katolickiego Uniwersytetu Ameryki i National Catholic Educational Association. W 2003 roku otrzymał doktorat honoris causa Seminarium im. św. Wincentego w Latrobe w stanie Pensylwania.
Przed objęciem funkcji w Radzie Najwyższej Rycerzy Kolumba od 1983 do 1987 roku pracował w biurze prezydenta Stanów Zjednoczonych Ronalda Reagana. Był specjalnym asystentem prezydenta i pełnił funkcję dyrektora White House Office of Public Liaison. Po zakończeniu służby w Białym Domu Anderson przez prawie dziesięć lat był członkiem Komisji Praw Obywatelskich USA. Od 1983 do 1998 roku jako profesor wizytujący wykładał prawo rodzinne w Papieskim Instytucie Studiów nad Małżeństwem i Rodziną im. Jana Pawła II przy Papieskim Uniwersytecie Laterańskim w Rzymie. W 1988 roku został zastępcą prezydenta i pierwszym dziekanem nowo powstałego oddziału Papieskiego Instytutu Jana Pawła II dla Studiów nad Małżeństwem i Rodziną w Waszyngtonie, afiliowanego później przy Katolickim Uniwersytecie Ameryki.
W 2021 został uhonorowany Specjalną Nagrodą Totus Tuus za „promocję osoby św. Jana Pawła II oraz wiarygodne wcielanie w życie na arenie międzynarodowej głoszonych przez niego wartości”.

## Funkcje w instytucjach papieskich
W 1994 roku Anderson był członkiem delegacji watykańskiej na XV Spotkanie Międzynarodowego Katolicko-Żydowskiego Komitetu Łączności, które odbyło się w Jerozolimie. Cztery lata później papież Jan Paweł II mianował go członkiem Papieskiej Akademii Życia. Był też jedynym świeckim katolikiem z Północnej Ameryki, który służył jako audytor podczas Światowego Synodu Biskupów w 2001 i w 2005 roku.
W 2000 roku Jan Paweł II mianował go kawalerem Orderu św. Grzegorza Wielkiego. Dwa lata później został mianowany przez papieża członkiem Papieskiej Rady ds. Świeckich oraz konsultorem Papieskiej Rady ds. Rodziny, a w 2003 roku konsultorem Papieskiej Rady ds. Sprawiedliwości i Pokoju. W 2006 Benedykt XVI mianował go konsultorem Papieskiej Rady ds. Środków Społecznego Przekazu. W 2002 roku został mianowany także konsultantem Komitetu Obrony Życia Konferencji Biskupów w Stanach Zjednoczonych, ponownie mianowany na to stanowisko w 2004 roku. Był członkiem Międzynarodowego Centrum Studiów i Badań Studium Generale Marcianum w Wenecji.

## Zakon Rycerzy Kolumba
W zakonie Rycerzy Kolumba Carl A. Anderson sprawował na przestrzeni lat funkcje wielkiego rycerza, delegata rejonowego, adwokata stanowego i sekretarza stanowego. Był wielkim rycerzem Rady Potomacu nr 433 i rycerzem IV stopnia Zakonu Rycerzy Kolumba w D.C., a bezpośrednio przed objęciem godności Najwyższego Rycerza w 2000 zajmował stanowisko asystenta Najwyższego Sekretarza oraz Najwyższego Sekretarza.
Pod jego kierownictwem Rycerze Kolumba osiągnęli nowe rekordy w swej działalności charytatywnej, przekazując w 2003 roku ponad 139 milionów dolarów na cele dobroczynne i przepracowując społecznie ponad 64 miliony godzin. Również w tym okresie Rycerze Kolumba założyli fundację „Heroes Fund” z kapitałem w wysokości miliona dolarów, aby móc niezwłocznie zaspokoić potrzeby rodzin ratowników, którzy zginęli podczas zamachu terrorystycznego 11 września 2001 roku oraz fundację „Pacem in Terris”, aby wspomagać inicjatywy pokojowe Kościoła katolickiego na Bliskim Wschodzie. Rycerze byli także sponsorami Koncertu Pojednania, który odbył się 17 stycznia 2004 roku w Watykanie.

## Życie prywatne
Carl A. Anderson wraz z żoną Dorian posiadają pięcioro dzieci.

## Odznaczenia i wyróżnienia
- Kawaler Orderu Świętego Grzegorza Wielkiego (Watykan, 2000)
- Krzyż Oficerski Orderu Zasługi Rzeczypospolitej Polskiej (Polska, 2015)[3]
- Doktor honoris causa Katolickiego Uniwersytetu Lubelskiego Jana Pawła II (Polska, 2023)[4]

## Twórczość
- „A Civilization of Love: What Every Catholic Can Do to Transform the World” (Cywilizacja miłości: Co każdy katolik może zrobić aby zmienić świat, 2008); tłumaczenie na j. polski ukazało się w 2009 roku  nakładem wydawnictwa św. Stanisława
- „Called to Love” (Powołani do miłości, 2009) wraz ks. José Granados